# Peperomia umbilicata
Peperomia umbilicata är en pepparväxtart som beskrevs av Ruiz & Pav.. Peperomia umbilicata ingår i släktet peperomior, och familjen pepparväxter. Utöver nominatformen finns också underarten P. u. major.